# Варваровский сельский совет (Юрьевский район)
Варваровский сельский совет (укр. Варварівська сільська рада) — упразднённая административная единица в составе
Юрьевского района
Днепропетровской области
Украины.
Административный центр сельского совета находился в 
с. Варваровка
.

## Населённые пункты совета
- с. Варваровка
- с. Вербское
- с. Весёлая Горка
- с. Вязовское-Водяное
- с. Призовое
- с. Широкая Балка
- с. Юрьевское